# Lanelater uhligi
Lanelater uhligi là một loài bọ cánh cứng trong họ Elateridae. Loài này được Girard miêu tả khoa học năm 2008.